# Salacia polysperma
Salacia polysperma är en benvedsväxtart som beskrevs av Hu. Salacia polysperma ingår i släktet Salacia och familjen Celastraceae. Inga underarter finns listade.